# Падіння Левіафана
Падіння Левіафана (Leviathan Falls) — науково-фантастичний роман Джеймса С. А. Корі (псевдонім Деніела Абрагама і Тая Франка) 2019 року. Дев'ята й остання книга в серії «The Expanse».

## Зміст
Таємничі «темні боги» (або «кільцеві сутності») експериментували з методами вбивства людства різними способами. Зокрема коригували принципи фізики в деяких системах і перевіряли свої атаки щодо втрати свідомості піддослідними.
Вінстон Дуарте раптово прокидається зі свого напівкататонічного стану із новими знаннями про Будівельників Кільця та новими здібностями — зокрема здатністю проектувати видіння себе в розумах інших людей. Він проектує себе в розум адмірала Трехо, який займається завоюванням системи Сонця для Лаконійської імперії. Дуарте висловлює вдячність за зусилля Трехо та визнає, що вони продумали надто мало у своєму баченні побудови імперії. Потім Дуарте зникає, що спонукає Трехо наказати повернутися до Лаконії. Після прибуття Дуарте вже зник із будівлі, і полковнику Аліані Танаці доручено знайти його з найвищим можливим рівнем допуску безпеки.
Пошуки Танаки приводять до печери, де колись перебував Амос Бертон. Танака робить висновок, що Дуарте покинув Лаконію на маленькому кораблі інопланетян. Вона вирішує використати Терезу Дуарте, яка втекла з Лаконії разом з екіпажем «Росінанта», як приманку, щоб заманити Вінстона. Танака починає пошуки Терези з дослідження відомих родичів Дуарте в різних кільцевих системах. Тим часом Елві та її команда разом із відновленими протомолекулами дітьми Ксаном і Карою досліджують «Adro Diamond», пристрій для зберігання записів «Ring-Builder». Команда використовує протомолекулу, щоб активувати алмаз, який потім спілкується з Карою через її імплантати. Пристрій показує їй історію цивілізації Будівельників Кільця. Будівельники були істотами, схожими на морських слимаків, які еволюціонували під льодом водного світу, схожого на Європу. І зрештою еволюціонували за межі своїх фізичних тіл та перетворилися на розум-вулик, здатний спілкуватися швидше за швидкість світла. Деякий досвід Кари переливається в Амоса, який теж змінився.
Тим часом екіпаж «Росінанта» (Джим, Наомі, Алекс, Амос і Тереза) уникає лаконійських кораблів, а Наомі керує підземним опором. Вони вирушають до колонії Нового Єгипту, щоб відвезти Терезу до школи-інтернату біля її родичів. Але натрапляють на Танаку та команду лаконійських морських піхотинців, які вже чекають їх. Після перестрілки вони тікають на «Росінанті» до системи Фріголд, місця розташування підземної бази, станції Дрейпер. Однак лаконійські війська вже присутні, коли вони прибули, і спостерігачі щодо замаскованого корабля попередили Танаку. Коли «Росінант» таємно поповнює запаси на станції Дрейпер, Танака прибуває в систему і доставляє повідомлення від Трехо Наомі. У повідомленні пропонується перемир'я та союз між Лаконійською імперією та підпіллям, виконання протоколів подорожі до воріт Наомі та виведення лаконійських сил із Фріголда. У відповідь вимагається, щоб вони повернули Терезу. Екіпаж вважає вимоги Трехо необґрунтованими, але учасниця опору Джилліан Г'юстон бере справу у свої руки, замикаючи екіпаж «Росінанта» в їхніх приміщеннях і приймаючи пропозицію Лаконії. Танака, однак, не має наміру виконувати угоду і вбиває охоронців Джилліан, перш ніж шукати Терезу на станції Дрейпер.
Джилліан звільняє екіпаж «Росінанта», який втікає через кільцеві ворота, тоді як екіпаж «Gathering Storm» жертвує собою, щоб прикрити їхній відступ. Особливо руйнівна атака темних богів знищує всі форми життя, окрім найпростіших, в одній системі. Це викликає масовий страх, що темні боги придумали, як знищити людство, як вже було з Будівельниками Кільця. Амос переконує екіпаж відправитися до системи Адро, щоб зустрітися з Елві та допомогти у дослідженні діаманта. Танака, втративши слід «Росінанта», помилково слідує за іншим кораблем до системи Бара Гаон. Під час її пошуків великий корабель колонії входить у кільцевий простір із Сонячної системи занадто швидко після чергового транзиту. Корабель починає зникати, але його рятує невідома сила. Ця подія змушує кільця яскраво світитися, а ті, хто перебуває в повільній зоні та на борту корабля, одночасно відчувають спільні спогади. Після цього атаки темних богів припиняються у всіх системах.
Коли «Росінант» нарешті досягає системи Адро, вони вирішують виконати подвійне занурення в інопланетний пристрій з Карою та Амосом. Під час цього процесу Елві та Голдену з'являється видіння Дуарте, яке пропонує людству приєднатися до нього у створенні розуму вулика, щоб протистояти атакам кільцевих сутностей, як це зробили Будівельники Кільця. Злиття свідомості та спільні спогади, пережиті людьми в повільній Зоні, починають поширюватися людством, як вірус. Екіпаж «Росінанта» розуміє, що Дуарте починає свій план поступового перетворення людства на розум-вулик. Після подвійного занурення Амос переконує Елві припинити процес з Карою із етичних причин. Тим часом Танака, через стурбованість щодо спільного досвіду пам'яті, шукає психіатричної допомоги та отримує ліки, щоб пом'якшити проблему. Вона дізнається, що лаконійські вчені вважають — вони знайшли корабель прибульців Дуарте на поверхні Кільцевої станції. Екіпаж «Росінанта» і Танака вирішують відправитися туди. Наомі надсилає Трехо повідомлення, в якому приймає його попередню пропозицію та надає дані експерименту подвійного занурення, водночас ділиться інформацією з підземним опором і закликає їх відправити кораблі до Кільцевого простору. Трехо наказує Танаці або повернути Дуарте, або взяти на себе контроль. Оскільки все більше кораблів прибуває в Кільцевий простір, деякі з них втрачають зв'язок, оскільки Дуарте отримує контроль над їхніми екіпажами через свій розум-вулик, що розвивається.
Після прибуття в повільну зону Танака, Тереза та Амос виконують занурення, щоб спробувати відкрити Кільцеву станцію, що дратує Дуарте. Не вбачаючи інших варіантів, Джим вводить живий зразок протомолекули, прирікаючи себе на її повільну смерть. Уперше за більш ніж три десятиліття перед Голденом з'являється індуковане протомолекулами марення Джо Міллера, як він і сподівався. Міллер допомагає відкрити Кільцеву станцію, і Голден, Танака та Тереза входять, щоб знайти та зупинити Дуарте.
У Повільній зоні розгортається масштабна космічна битва, оскільки об'єднані повстанський і лаконійський флоти відчайдушно намагаються виграти час у Голдена й Танаки, незважаючи на сильний вогонь з кораблів, керованих розумом Дуарте. Поки вони подорожують станцією, Міллер пояснює, що Будівельники Кільця виявили, що Всесвіт існує поруч із набагато давнішою паралельною реальністю, і побудували Повільну зону в цьому альтернативному світі, використовуючи величезну енергію іншого виміру для живлення воріт. Однак перекидання енергії з цього виміру, щоб дозволити подорожувати кораблям кільцями, завдало шкоди таємничим мешканцям альтернативного виміру — Темним богам. Це змусило їх напасти на Будівельників Кільця, а тепер і на людство. Досягнувши центру кільцевої станції, команда знаходить Дуарте, підключеного до станції, він створює розум-вулик і намагається зупиняти атаки темних богів.
Спроби Терези переконати Дуарте зупинити створення колективного розуму зазнають невдачі, і Танака вбиває його. Одночасно знищуючи розум вулика та випускаючи темних богів на людство. У подальшій боротьбі Танака також гине. Джим усвідомлює, що він повинен зробити, щоби врятувати людство. Він підключається до станції, займаючи місце Дуарте, і стримує темних богів, поки Тереза втікає з Кільцевої станції та наказує кораблям, що залишилися, покинути повільну зону.
Після емоційного прощання екіпаж «Росінанта» розлучається в останній раз після десятиліть спільного польоту. Алекс їде з «Росінантом» до системи Ньювештадт, щоб жити зі своїм сином і онуком. Амос, Наомі та Тереза повертаються з Елві до Сола. Коли повільна зона порожніє, Джим руйнує Кільцеву станцію, жертвуючи собою, але розриваючи зв'язок темних богів із людським всесвітом і спричиняючи руйнування кільцевих воріт. Кожна з 1300 систем колоній, які тепер не можуть спілкуватися одна з одною, покинуті напризволяще.
Через 1000 років люди розвивають власну форму подорожі швидше за світло. Команда з Тридцяти світів, федерації колоній, вирушає на Землю. Їх зустрічає Амос Бертон.